# Ново Село на Драви
Ново Село на Драви је насељено место у саставу града Чаковца у Међимурској жупанији, Хрватска. До територијалне реорганизације у Хрватској налазило се у саставу старе општине Чаковец.

## Становништво
На попису становништва 2011. године, Ново Село на Драви је имало 634 становника.

## Попис1991.
На попису становништва 1991. године, насељено место Ново Село на Драви је имало 608 становника, следећег националног састава:
| Попис 1991.‍  | Попис 1991.‍  | Попис 1991.‍ | Попис 1991.‍ | Попис 1991.‍ |
| ------------ | ------------ | ----------- | ----------- | ----------- |
|              |              |             |             |             |
| Хрвати       | Хрвати       |             | 580         | 95,39%      |
| Словенци     | Словенци     |             | 8           | 1,31%       |
| Срби         | Срби         |             | 3           | 0,49%       |
| Југословени  | Југословени  |             | 2           | 0,32%       |
| Муслимани    | Муслимани    |             | 1           | 0,16%       |
| Украјинци    | Украјинци    |             | 1           | 0,16%       |
| неопредељени | неопредељени |             | 3           | 0,49%       |
| непознато    | непознато    |             | 10          | 1,64%       |
| укупно: 608  |              |             |             |             |